# Anura Bandaranaike
Anura Priyadarshi Solomon Dias Bandaranaike (15 février 1949, Colombo - 16 mars 2008, Colombo) est un homme d'État srilankais, porte-parole du gouvernement (2000-2001), ministre des Affaires étrangères en 2005, ministre de l'Éducation supérieure (1993-1994), ministre du Tourisme (2004-2007), ministre de l'Héritage national (2007) et chef de l'opposition (1983-1988). Son dernier poste est dans l'opposition au parlement srilankais. 

## Jeunesse
Il est le fils de l'ancien Premier ministre Solomon Bandaranaike et de Sirimavo Bandaranaike et le frère cadet de l'ancienne présidente Chandrika Bandaranaike Kumaratunga et de Sunethra Bandaranaike, philanthrope. Son père, alors Premier ministre, est assassiné quand Bandaranaike avait dix ans.
Sa famille a une longue histoire dans l'arène socio-politique du pays. Son grand-père, Solomon Dias Bandaranike (en) est le Maha Mudaliyar pendant l'ère britannique. En dépit de ses liens familiaux, Bandaranaike manque à devenir président à de multiples reprises.
Il étudie au Royal College (Colombo) (en) puis se rend à l'université de Londres pour obtenir un diplôme d'histoire à l'University College London mais retourne au Sri Lanka sans diplôme de politique.

## Carrière politique
Anura Bandaranaike a été élu aux Parlement aux élections législatives de 1977 en étant membre dans le parti de sa famille, le Sri Lanka Freedom Party (SLFP). Après plusieurs changements de parti, il restera parlementaire jusqu'à sa mort en 2008. 
Il devient chef de l'opposition de 1983 à 1988. Il quitte alors le parti de sa famille en 1993 pour rejoindre l'United National Party (UNP), il devient alors ministre de l'Enseignement supérieur de 1993 à 1994. 
Servant dans l'opposition de 1994 à 2000, il a été élu Président du Parlement du Sri Lanka. Il retrouve le SLFP en 2001 pour participer aux élections legislatives de 2001.
Lorsque l'alliance dirigée par le SLFP a remporté les élections en 2004 avec le soutien du JVP, Bandaranaike est devenu ministre du Tourisme, de l'Industrie et de l'Investissement dans le nouveau gouvernement. À la suite de l'assassinat du ministre des Affaires étrangères Lakshman Kadirgamar en août 2005, Bandaranaike a été nommé ministre des Affaires étrangères, au milieu de tensions accrues dans tout le pays. Il a abandonné son poste de ministre de l'Industrie et de l'Investissement, mais est resté ministre du Tourisme.
Le parti a choisi Mahinda Rajapakse au lieu de Bandaranaike comme candidat à l'élection présidentielle de 2005. À la suite de la victoire électorale de Rajapakse, il avait été largement prédit que Bandaranaike serait nommé Premier ministre ou resterait ministre des Affaires étrangères. Cependant, il a été accusé d'avoir joué un rôle négatif dans la campagne et n'a reçu que le ministère du Tourisme. Lors d'un remaniement ministériel en janvier 2007, Anura a également perdu le ministère du Tourisme mais est resté en tant que ministre du Patrimoine national.
Le 9 février 2007, il a été limogé en tant que ministre du Patrimoine national, avec les ministres Mangala Samaraweera et Sripathi Sooriyarachchi après s'être brouillé avec le chef du parti Mahinda Rajapakse. Moins de deux semaines plus tard, après s'être réconcilié avec Rajapakse, Bandaranaike a accepté de revenir au gouvernement, à nouveau en tant que ministre du Patrimoine national. Le 14 décembre 2007, il s'est rendu aux bancs de l'opposition, quittant ainsi ses fonctions ministérielles. Bien qu'il soit en politique depuis plus d'un quart de siècle, il n'a été au gouvernement que pendant environ cinq ans.

## Décès
Il meurt le 16 mars 2008 à Colombo dans sa résidence officielle Visumpaya après une longue maladie pour laquelle il est hospitalisé plusieurs mois. Peu de temps avant sa mort, il avait pris un congé de 3 mois du parlement.